# Deadmau5
Joel Zimmerman, művésznevén Deadmau5 [ejtsd: dedmáuz] (Niagara Falls, Ontario, 1981. január 5. –) kanadai progressive-house, electro-house producer és lemezlovas. A BeatPort.com elektronikus zenével foglalkozó oldalon az ő számait töltötték le a legtöbben 2008-ban.

## Élete
1981. január 5-én született a kanadai Niagara Fallsban, Ontario államban. 
Joel zenei karrierje 1998-ra nyúlik vissza, szóló producerként, később rövid ideig a Dred and Karma formációban "Karma" néven működött közre. A Dred and Karma I Don't Want No Other című, 2000-es kislemeze az első Joelhoz köthető kiadott mű, és egyben az első lemez, aminek borítóján megjelent a névjegyének számító stilizált egér.
2008-ban ő volt a BeatPort.com legnépszerűbb előadója több mint 30,000 digitális letöltéssel, a Not Exactly, Faxing Berlin és Ghosts 'n Stuff számait töltötték le ennyien. Deadmau5 neve egy incidensből keletkezett: a számítógépében egy nap egy halott egeret talált, és innen jött az ötlet a producernek a névhez.
Deadmau5 eddig rengeteg remixet, számot és négy studióalbumot adott ki, amely a Random Album Title, a For Lack Of A Better Name, a 4x4=12 és a W:/2016ALBUM/ címet kapta.
2017-ben házasodott meg, felesége Kelly Fedoni.

## Diszkográfia
- 2006 – Get Scraped (EP)
- 2006 – Vexillology (EP)
- 2007 – Full Circle (EP)
- 2008 – Random Album Title
- 2008 – At Play (Re-Released as digital)
- 2009 – It Sounds Like (Compilation Album)
- 2009 – For Lack of a Better Name
- 2010 – 4x4=12
- 2012 – >Album Title Goes Here<
- 2014 – while(1<2)
- 2016 – W:/2016ALBUM/
- 2017 – stuff i used to do
- 2018 – where's the drop?
- 2018 – mau5ville: Level 1 (EP)
- 2018 – mau5ville: Level 2 (EP)
- 2019 – mau5ville: Level 3 (EP)

## Díjak
Juno Awards
- 2008 Dance Felvétele" All U Ever Want" with Billy Newton-Davis.
- 2009 Dance Albuma "Random Album Title"

Beatport Music Awards
- 2008 Legjobb Electro House előadó
- 2008 Legjobb Progressive House előadó
- 2008 Legjobb kislemez "Not Exactly"
- 2008 Legjobb Remix 3. helyezés: "Burufunk Carbon Community – Community Funk (deadmau5 remix)"
- 2009 Legjobb Electro House előadó
- 2009 Legjobb Progressive House előadó

DJmag.com Top 100 DJ szavazás
- 2008 Legnagyobb új jelölt, 11. hely
- 2012 Legjobb 10-ben, 5. hely

Jelölések
- 2008 Dance Felvétele "After Hours"
- 2008 BeatPort Music Award – Legjobb Remix : "Burufunk Carbon Community – Community Funk (deadmau5 remix)"
- 2009 Grammy Best Remixed Recording, Non-Classical ("The Longest Road" (Deadmau5 Remix) by Morgan Page featuring Lissie)
- 2009 Juno Legjobb Dance Felvétel: "Deadmau5 & Kaskade – Move for me"
- 2009 Juno Legjobb Dance Album: "Random Album Title"